# شین‌ایچیرو ایکبا

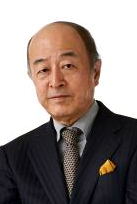
نگارهٔ شین‌ایچیرو ایکبا - ۲۰۱۸

شین‌ایچیرو ایکبا (ژاپنی: 池辺 晋一郎) (۱۵ سپتامبر، ۱۹۴۳) آهنگساز موسیقی کلاسیک معاصر اهل میتو، ایباراکی، استان ایباراکی، ژاپن است. او موسیقی فیلم برای بسیاری از فیلم‌های آکیرا کوروساوا و دیگر کارگردانان ژاپنی، از جمله کاگه‌موشا (۱۹۸۰)، کودکان مک آرتور (۱۹۸۴)، رؤیاها (فیلم) (۱۹۹۰)، راپسودی در ماه اوت (۱۹۹۱)، مادادایو (۱۹۹۳) نوشته است.